# 楠木乡 (宜春市)
楠木乡，是中华人民共和国江西省宜春市袁州区下辖的一个乡镇级行政单位。

## 行政区划
楠木乡下辖以下地区：
楠木村、石陂上村、槐溪村、荷溪村、山田村、小水村、官溪村、盘田村和金山村。